# (31620) 1999 GB19
1999 GB19 (asteroide 31620) é um asteroide da cintura principal. Possui uma excentricidade de 0.09546840 e uma inclinação de 12.87986º.
Este asteroide foi descoberto no dia 15 de abril de 1999 por LINEAR em Socorro.